# 機械彫刻用標準書体
機械彫刻用標準書体（きかいちょうこくようひょうじゅんしょたい）とは、日本産業規格のJIS Z 8903、JIS Z 8904、JIS Z 8905、JIS Z 8906で定められている彫刻に用いる書体のことである。

## 概要
彫刻盤に彫刻で文字を入力するときの字形を定めた規格である。JIS Z 8903で常用漢字（1981年版）、JIS Z 8904で片仮名、JIS Z 8905で数字とアルファベット、JIS Z 8906で平仮名について定めてある。
JIS Z 8903は1969年に第1次規格が制定され、1981年の常用漢字表告示を受けて、1984年に改正された。これは漢字について定めるJIS X 0208（第1次規格 JIS C 6226-1978）が規定されるよりも古い日本産業規格 (JIS) であることを意味する。2010年の常用漢字表改定については反映されていない。
規格では文字のストロークのみ定めてあり、このストロークに規定の太さで肉付けをすることで被彫刻物の文字とする。手動式彫刻機における原版の損傷しにくさや作業能率が考慮されているため、撥ねを省略した字形が多いほか、たとえば、「幺」の右下を繋げたり、「乗」の中央を「丗」のように表記したりするなど点画を連続させた字形が見られる。

## 略字
JIS Z 8903の付属書2で漢字の略字の字形に関する規定がある。ここで「第」の略字の「㐧」や「職」の略字の「耺」などよく知られた略字も規定されている。これは、彫刻の文字では複雑な字形を刻印しても解読が困難になるために行われている。
付属書2では具体的に下記が上げられており、例で表記した文字以外も同じ略し方を適用するとされている（しかし、「職」→「耺」に対して「織」「識」は「云」の形を採らないとされている）。
- 漢字の要素の「酉」の4画目「丿」と5画目「乚」を[2]それぞれ縦棒「丨」で1画目から6画目に接する形の図形で表現する。「猶」、「尊」、「遵」の場合も含まれる。
- 漢字の要素の「雨」の中の点を略して「丷」の形で表現する。
- 漢字の要素の「馬」の中の「灬」を右上がりの「一」で表現する。
- 漢字の要素の「臣」を片仮名の「リ」で、漢字の要素の監の右上の形の要素を片仮名の「ケ」で、漢字の要素の「三」[3]を片仮名の「テ」で表記する。
- 漢字の要素の「口」が横に二つ並んだ要素を「口」の中央に縦棒「丨」で表記する。
- 「機」の「幺」2つを「丷」の形で表現する。
- 「選」の「己」2つを「ツ」の形で表現する。
- 「簿」の「尃」を「云」で表記する[4]。
- 「職」を「耺」で表記する。
- 「属」と「嘱」の「尸」の中の「禹」を「虫」で表記する[5]。
- 「質」の「斤」を1つにする（=貭）。
- 「事」を「亊」で表記する。
- 「第」を「㐧」で表記する。

1969年版においてはこれらの略字体のみが規定されていたが、1984年改正版において通用字体が追加されるとともにそちらが標準とされ、略字体は文字の大きさが5 mm以下で注文者の指定がない場合に用いることができるものとされた。